# 漆部麻呂
漆部 麻呂（ぬりべ の まろ）は、飛鳥時代の豪族。名は麿とも。姓は造。

## 出自
漆部造の本拠地は、以下の物語にもあるように大和国宇陀郡漆部（ぬりべ）郷で、現在の奈良県宇陀郡曽爾村（そにむら）にあたる。

## 記録
『日本霊異記』では「麿」と一文字で記されている。また、記載されている物語は、彼自身のことではなく、妾である女のことである。
その内容は、側妻である女が高雅で気品に満ちた行いをし、7人の子供を育てて、貧しいながらも日常の暮らしを全うし、孝徳天皇の白雉5年（654年）にたまたま野草に混じっていた仙草を食べたら、仙人になった、という往生譚である。どのような不遇な状況にあっても清く正しい生活をすることを勧めている話である。
麿自身の生涯については、何も伝わってはいない。